# Swartzia leiogyne
Swartzia leiogyne är en ärtväxtart som först beskrevs av Noel Yvri Sandwith, och fick sitt nu gällande namn av John Macqueen Cowan. Swartzia leiogyne ingår i släktet Swartzia och familjen ärtväxter. Inga underarter finns listade i Catalogue of Life.